# San Gregorio de Polanco
San Gregorio de Polanco é uma localidade uruguaia do departamento de Tacuarembó, a sul do departamento, banhada pelo Rio Negro.. Está situada a 140 km da cidade de Tacuarembó, capital do departamento .

## Toponímia
O nome da localidade vem de seu fundador, o militar e caudilho do Partido Colorado José Gregorio Suárez, que fundou o povoado na estância "Paso del Polanco". Antes o local era chamado de "Hum" (o nome charrua para o Rio Negro) pelos Charruas .

## História
A localidade foi reconhecida oficialmente como vila pela Lei 13.167 de 15 de outubro de 1963 e posteriormente em 1994 foi elevada à categoria de cidade pela Lei 16.666 de 13 de dezembro.
Com a criação do segundo nível administrativo (Municípios do Uruguai - Lei Nº 18567), a maioria das localidades com mais 2.000 habitantes foi transformada em município. Pela Lei Nº 18653 de 15 de março de 2010 foi instituído o município de San Gregorio de Polanco..

## População
Segundo o censo de 2011 a localidade contava com uma população de 3.415 habitantes.
| Variação demográfica do município entre 1908 e 2011 |
|                                                     |

## Autoridades
A autoridade do município é o Conselho Municipal, sendo o alcalde ("prefeito") e quatro concejales
Alcaldes:
| Nº | Alcalde               | Partido          | Inicio do mandato  | Fim do mandato | Observações                        |
| -- | --------------------- | ---------------- | ------------------ | -------------- | ---------------------------------- |
| 1  | Mario Sergio Teixeira | Partido Nacional | 9 de julho de 2010 | julho de 2015  | Alcalde eleito                     |
| 1  | Mario Sergio Teixeira | Partido Nacional | julho de 2015      | 2019           | Alcalde reeleito                   |
| 2  | Alina Lorenzo         | Partido Nacional | 2019               | 2020           | Sucedeu por falecimento do titular |

## Esportes
A cidade de San Gregorio de Polanco possui uma liga de futebol afiliada à OFI, a Liga de Fútbol de San Gregorio de Polanco. . Na cidade se localiza o Estádio Municipal 16 de Noviembre

## Geminação de cidades
A cidade de San Gregorio de Polanco não possui acordos de geminação com outras cidades

## Religião
A cidade possui a Paróquia "Nossa Senhora do Carmo", subordinada à Diocese de Tacuarembó.

## Turismo
A cidade é conhecida pelo seu balneário às margens do lago da Hidrelétrica Rincón del Bonete. Também aí se localiza o Museu Aberto de Artes Visuais da América Latina

## Transporte
O município possui as seguintes rodovias:
- Ruta 43, que liga o cruzamento com a Ruta 5 (Departamento de Tacuarembó) com o cruzamento com a Ruta 6 (Departamento de Durazno). [18][19]